# Pomeron
Das Pomeron bezeichnet in der Physik ein hypothetisches Teilchen, welches von Isaak Pomerantschuk 1958 postuliert wurde.
Wenn in Teilchenbeschleunigern wie dem Fermilab oder dem DESY Elektronen auf Protonen oder Protonen auf Protonen geschossen werden, so werden bisweilen sogenannte „weiche Kollisionen“ beobachtet. Bei diesen bleibt das Proton unversehrt, es wird aber ein Teilchenschauer erzeugt. Die Deutung dieser experimentellen Beobachtung und allgemein des Problems, weshalb die Wirkungsquerschnitte bei solchen Streuungen nicht mit steigender Energie der Wechselwirkungspartner fallen, konnte mit den Mitteln der in den 1950er und 1960er Jahren vorherrschenden Regge-Theorie nicht erklärt werden. Um den größer werdenden Wirkungsquerschnitt hadronischer Stöße bei hohen Energien zu erklären, wurde das Pomeron als gebundener Zustand (eine Regge-Trajektorie) postuliert. Hinweise auf das Pomeron fanden sich schon 1963 in Proton-Proton-Streuexperimenten am CERN (Giuseppe Cocconi und andere).
Nach Etablierung der Quantenchromodynamik stellte sich die Frage, wie sich das Pomeron in diese Theorie einordnet. Untersuchungen, unter anderem bei HERA, zur „Feinstruktur“ des Pomerons zeigten, dass es vermutlich aus Gluonen besteht (also einen sogenannten Glueball darstellt).
Wenn man von der Existenz des Pomerons ausgeht, lassen sich aus den Experimenten gewisse Eigenschaften folgern. So folgt, dass das Pomeron weder elektrische Ladung, noch Farbladung trägt.

## Populärwissenschaftliche Rezeption
Hans Graßmann kritisierte im Spiegelartikel „Sperrt das DESY zu!“ die DESY-Forschung am Pomeron unter anderem mit der Aussage: „Ein Pomeron ist, wenn man sich vorstellt, es gäbe ein Teilchen, das es aber gar nicht gibt, und dann berechnet, wie es aussähe, wenn es es gäbe.“
Eine DESY-Stellungnahme zu jenem Spiegelartikel stellt die Forschungsergebnisse zur Struktur des Pomerons kurz dar: „Bisher hat man nicht verstanden, wie sich im Rahmen der Theorie der starken Kraft Prozesse wie die elastische Streuung von Hadronen erklären lassen. Bereits vor mehr als 30 Jahren hat man dazu ein hypothetisches Teilchen mit dem Namen Pomeron eingeführt. Dank der hohen Energie und Präzision von HERA kann man diese Hypothese nun quantitativ überprüfen. Dabei kristallisiert sich heraus, dass das Pomeron kein Teilchen ist und dass der Streuprozess durch das kollektive Zusammenwirken der im Proton zahlreich vorhandenen Quarks und Gluonen im Rahmen der starken Kraft erklärt werden kann.“

## Odderon
Das Odderon ist das  Gegenstück des Pomerons. Interpretiert im Rahmen der Quantenchromodynamik ist das Odderon ein Resonanzzustand aus drei Gluonen. 2021 ergab eine Analyse des DØ-Experiments am Tevatron, dass es wahrscheinlich existiert.